# Srednja vas – Loški Potok
Srednja vas – Loški Potok je naselje u slovenskoj Općini Loškom Potoku. Srednja vas – Loški Potok se nalazi u pokrajini Dolenjskoj i statističkoj regiji Donjoposavskoj regiji. 

## Stanovništvo
Prema popisu stanovništva iz 2002. godine naselje je imalo 65 stanovnika.